# Julio Maglione
Julio César Maglione (Montevideo, 1935. november 14. –) uruguayi sportdiplomata, a Nemzetközi Úszószövetség korábbi elnöke, aki 1996-tól 2015-ig a NOB tagja.
Maglione az Uruguayi Olimpiai Bizottság (Comité Olímpico Uruguayo, COU) elnöke 1987 óta. 2009 júliusában megválasztották a Nemzetközi Úszószövetség elnökének, majd 2013 júliusában újraválasztották posztján.
2012-ben hazája Olimpiai Bizottsága is meghosszabbította mandátumát a 2012-2016 közötti időszakra.
2017. július 14-én ő nyitotta meg a 2017-es budapesti világbajnokságot. Tíz nappal később, a világbajnokság első hete után a Nemzetközi Úszószövetség legrangosabb kitüntetését adta át Orbán Viktor miniszterelnöknek a kiemelkedő rendezésért.
A FINA elnöki posztját 2021-ig töltötte be. A tisztújításon életkora miatt már nem indulhatott újra.

## Általa betöltött sportdiplomáciai pozíciók
| Szervezet                                      | Pozíció                  | Időszak             |
| ---------------------------------------------- | ------------------------ | ------------------- |
| Nemzetközi Olimpiai Bizottság (IOC)            | Tag                      | 1996–2015           |
| Nemzetközi Olimpiai Bizottság (IOC)            | Tiszteletbeli tag        | 2016–               |
| Nemzeti Olimpiai Bizottságok Szövetsége (ANOC) | Alelnök                  | 2002–               |
| Uruguayi Olimpiai Bizottság                    | Elnök                    | 1987–               |
| Nemzetközi Úszószövetség                       | Elnök                    | 2009–2021           |
| Nemzetközi Úszószövetség                       | Tiszteletbeli pénztárnok | 1992–2009           |
| Nemzetközi Úszószövetség                       | Alelnök                  | 1988-92             |
| Dél-amerikai Úszó Konföderáció                 | Elnök                    | 1976–1978           |
| Amerikai Amatőr Úszó Unió (ASUA)               | Elnök                    | 1979–1983 1995–1999 |
| Uruguayi Úszószövetség (FUN)                   | Elnök                    | 1969–1985           |